# 鄭諫
鄭諫（1468年—？年），字信之，應天府江寧縣匠籍南直隶蘇州府長洲縣人，民籍。

## 生平
治《詩經》，由國子生中式應天府鄉試第九十九名舉人，年四十一歲中式正德三年（1508年）戊辰科會試第一百三十一名，第二甲第二十六名進士。累官至郧阳府知府，嘉靖二年（1523年）二月升两浙都转运盐使司运使。

## 家族
曾祖鄭巒。祖鄭擢。父鄭庸。母仇氏。永感下，兄謙、弟訓。